# Gift (Maaya Sakamoto)
Gift è un brano musicale J-pop scritto e prodotto da Yōko Kanno ed interpretato dalla cantante giapponese Maaya Sakamoto, e pubblicato come singolo il 2 settembre 1997. Il singolo è stato utilizzato come seconda sigla di chiusura dell'anime CLAMP Detective.

## Tracce
1. Gift – 5:49
2. Kimi ni ai ni ikou (君に会いにいこう?, Kimi ni ai ni ikou) – 5:14
3. Gift (Original Karaoke) (Gift (オリジナル・カラオケ)?, Gift (Orijinaru Karaoke)) – 5:49
4. Kimi ni ai ni ikou (Original Karaoke) (君に会いにいこう (オリジナル・カラオケ)?, Kimi ni ai ni ikou (Orijinaru Karaoke)) – 5:14